# Ditmir Bushati
Ditmir Bushati, né le 24 mars 1977 à Shkodër, est un homme politique albanais membre du Parti socialiste d'Albanie (PSSh). Il est ministre des Affaires étrangères entre septembre 2013 et janvier 2019.

## Biographie

### Jeunesse et formation
Il est diplômé en droit de l'université de Tirana et détient un Master of Laws de l'université de Leyde. Il a été conseiller juridique à la présidence de la République, à la Cour constitutionnelle, puis directeur de l'Acquisition de la législation au ministère de l'Intégration européenne.

### Débuts et ascension en politique
Lors des élections législatives du 29 juin 2009, il est élu député de la préfecture de Tirana à l'Assemblée d'Albanie. En 2011, il devient président de la commission de l'Intégration européenne.
À la suite des résultats controversés dans la course à la mairie de Tirana en juillet 2011, Ditmir Bushati mène le boycott de l'assemblée d'Albanie par le parti socialiste.

### Ministre des Affaires étrangères
À la suite des élections législatives du 23 juin 2013 remportées par le centre-gauche, Ditmir Bushati est nommé le 15 septembre suivant ministre des Affaires étrangères dans le gouvernement du Premier ministre socialiste Edi Rama.
En octobre 2017, il assure que l'Albanie ne s'opposera pas aux citoyens qui s'autodétermineront Bulgares.